# Хосе Монтеро
Хосе Монтеро (ісп. José Pedro Montero José Pedro Montero; 1 серпня 1878, Асунсьйон, Парагвай — 7 червня 1927, Асунсьйон, Парагвай) — парагвайський політик, лікар, віце-президент і тимчасовий президент Парагваю після смерті президента Мануеля Франко. 

## Життєпис
Монтеро народився в місті Асунсьйон в районі Вілла Аурелія 1 серпня 1878.
Свою освіту почав у Національному коледжі, після закінчення якого, у 1896 переїхав до Буенос-Айреса, де отримав диплом педіатра на факультеті медичних наук університету.
У 1901 Монтеро був призначений представником Парагваю на всеамериканському медичному конгресі в Буенос-Айресі і став депутатом парагвайського Конгресу.
У 1904 представив свою дисертацію на тему випробування хлоридів і почав свою медичну практику і викладацьку діяльність.
З 1905 по 1908 Монтеро обіймав посаду професора університету Буенос-Айреса і повернувся до активного політичного життя після подій 2 червня 1908.
Також був членом Ради з освіти та заснував кілька служб допомоги при пологах, аптек, хімічних лабораторій і бактеріологічних служб.
Монтеро був міністром внутрішніх справ під час правління Едуардо Шерера, а на виборах 1916 був обраний віце-президентом при президенті Мануелі Франко. Після несподіваної смерті Мануеля Франко 6 червня 1919 Монтеро обійняв пост президента.
Його кабінет був складений таким чином: міністр закордонних справ — Еусебіо Аяла; міністр внутрішніх справ — Луїс Альберто Ріарт; міністр юстиції, культури і народної освіти — Фелікс Пайва; військовий і морський міністр — Адольфо Чіріфе.
Уряд Монтеро зіштовхнувся із загальним спадом економіки, викликаним наслідками Першої світової війни. Ця криза в основному вдарила по середньому класу і бідних верствах населення і призвела, зокрема, до того, що державні зарплати не виплачувалися три місяці.
До ініціатив Монтеро і його кабінету слід зарахувати: прийняття проекту конвенції про поштові відправлення зі Сполученими Штатами Америки, стимуляцію дрібної власності на всій території республіки, освоєння державних земель, виділення 100 000 песо для будівництва шкіл, укладення торгівельної угоди з Японією, оприлюднення закону про порядок звільнення суддів, модернізацію армії. В галузі освіти була реформована навчальна програма середньої школи, яка відтепер була розділена на два цикли: початкова освіта — 4 роки, і основна — 2 роки.
15 серпня 1920, із закінченням конституційного терміну повноважень Мануеля Франко, Монтеро передав владу новообраному президенту Мануелю Ґондрі.
Хосе Педро Монтеро помер 7 червня 1927 року в Асунсьйоні. У тому ж році одна з лікарень столиці була названа його ім'ям.